# استرئوفالودون
استرئوفالودون (نام علمی: Stereophallodon) نام یک سرده از رده هم‌کمانان است.